# Clothier, puerto
Clothier, puerto (Engelska: Clothier harbour) är en vik  i Sydshetlandsöarna i Antarktis.